# Rogas areatus
Rogas areatus är en stekelart som först beskrevs av Günther Enderlein 1920.  Rogas areatus ingår i släktet Rogas och familjen bracksteklar. Inga underarter finns listade i Catalogue of Life.